# Leerbiografie
Een leerbiografie is een uitgebreide schriftelijke weergave van iemands leergeschiedenis. Daarbij gaat het om het opsporen van patronen en strategieën die iemand bij het leren heeft gevolgd. Door het materiaal te analyseren en te interpreteren verkrijgt men inzicht in en grip op de manier waarop (vooral informele) leerprocessen verlopen en op de factoren die de leerprocessen en leeromgevingen beïnvloeden. Een leerloopbaan is een verbijzondering, een specifieke ordenings-, presentatie- en analysewijze van de leerbiografie.
Het gebruik van biografieën is in de jaren twintig van de twintigste eeuw geïntroduceerd in de sociale wetenschappen door de Chicago School. Vanaf 1980 is er een hernieuwde interesse voor de biografie als onderzoeksmethode, zowel in sociaal-wetenschappelijk onderzoek als in praktische toepassingen in onderwijs, educatie en HRD. Deze hernieuwde interesse wordt wel verklaard vanuit de steeds complexer wordende levensloop van individuen.